# Yuanshi
Yuanshi (chinesisch 元氏县, Pinyin Yuánshì Xiàn) ist ein chinesischer Kreis der bezirksfreien Stadt Shijiazhuang, der Hauptstadt der Provinz Hebei. Er hat eine Fläche von 674,4 km² und zählt 418.466 Einwohner (Stand: Zensus 2010). Sein Hauptort ist die Großgemeinde Huaiyang (槐阳镇).
Die Stätte der Changshan-Präfektur (jun) in Gucheng (Changshan jun Gucheng 常山郡故城) aus der Zeit der Westlichen Han-Dynastie steht seit 2006 auf der Liste der Denkmäler der Volksrepublik China (6-12).